# 彼得里夫卡 (莫希利夫-波迪利斯基區)
48°30′32″N 27°57′4″E / 48.50889°N 27.95111°E
彼得里夫卡（烏克蘭語：Петрівка）是烏克蘭西南部的村莊，隸屬文尼察州莫希利夫-波迪利斯基區的莫希利夫-波迪利斯基市鎮。該村始建於1928年，面積0.64平方公里，海拔高度218米，2001年人口135，人口密度每平方公里210.94人。